# Топонимия Эквадора

Административное деление Эквадора

Топонимия Эквадора — совокупность географических названий, включающая наименования природных и культурных объектов на территории Эквадора. Структура и состав топонимии обусловлены такими факторами, как состав населения, история освоения и географическое положение.

## Название страны
В 1830 году выделившийся из Республики Великая Колумбия департамент Кито был провозглашён самостоятельным государством с названием «Эквадор» (исп. Ecuador от исп. ecuador — «экватор»), поскольку территория государства расположена по обе стороны экватора.
Официальное название страны — Респу́блика Эквадо́р (исп. República del Ecuador [reˈpuβlika ðel ekwaˈðor]).

## Формирование и состав топонимии
Согласно оценке В. А. Жучкевича, в Эквадоре, как и в Латинской Америке в целом, мы повсеместно встречаем два пласта наименований — коренные и европейские, последние составляют около половины топонимов. При этом европейская (главным образом испаноязычная) топонимия сравнительно молода, вследствие чего бо́льшая часть названий легко раскрывается и воспринимается.

### Гидронимы
- Пайлон-дель-Дьябло — водопад на реке Рио-Верде, название переводится с испанского как «котёл дьявола» из-за сформированной вторым водопадом каскада чаши с водоворотом[3].

### Ойконимы
- Гуаякиль — основан в 1531 году под названием Сантьяго-де-Гуаякиль, где Сантьяго — «Святой Яго», — день его памяти связан с основанием города, а Гуаякиль (исп. Guayaquil) — название местности. Этимология ойконима неясна. В. А. Никонов связывает ойконим с этнонимом индейского племени гуанквилла[4]. Е. М. Поспелов считает, что расположение города на реке Гуаяс позволяет думать о первичности гидронима, который может быть связан с тупи гуая- «река». Широко распространена также легенда, согласно которой название города образовано от имён индейского вождя Гуаяса и его жены Киль, которые были убиты испанскими завоевателями. Памятник им установлен на одной из площадей города[5].
- Кито — город основан испанцами в 1534 году на месте индейского селения и назван по этнониму индейского племени киту[6].
- Куэнка — название дано испанцами по аналогии с Куэнкой в Испании. Топоним происходит от позднелатинской формы conca (классическая латынь: concha, -ae[7]) с метонимическим значением «глубокая долина между горами»[8] с параллелями в других испанских топонимах.
- Санто-Доминго — распространённый в испаноязычных странах топоним, в честь Святого Доминика.
- Дуран — название происходит от имени местного жителя, уроженца Барселоны Хосе Дурана Маристани, который построил в деревне отель «Дуран», после чего появилась поговорка «поехали в Дуран» и со временем это название распространилась на всю деревню[9].
- Мачала — был известен также как Сан-Антонио-де-Мачала, этимология не установлена.
- Манта — название происходит от доколумбовой индейской культуры мантеньо[исп.].
- Портовьехо — основан испанцами в 1535 году и именовался также	Сан-Грегорио-де-Портовьехо; буквально — «старые ворота».
- Лоха — был известен также как Инмакулада консепсьон-де-Лоха («непорочное зачатие Лоха»); этимология не установлена.
- Кеведо — название связано с именем геодезиста Тимотео Кеведо, который приехал обмерить эти земли по просьбе их владелицы.

### Оронимы
- Анды — испанское название этой горной системы Кордильера-де-лос-Андес — «кордильера Анд» (исп. cordillera — «горный хребет, горная цепь, горная система») или «горная система Анд», что отражает орографию Анд, состоящих из ряда отдельных Кордильер («горных хребтов, горных цепей»), имеющих собственные названия (например, Восточная Кордильера, Кордильера-де-Мерида, Патагонская Кордильера и т. д.). Название Анды чаще всего объясняют от инкского anta — «медь». В пользу этой этимологии говорит наличие в Андах «меденосного пояса», простирающегося почти на 4 тысячи км, и умение древних инков выплавлять медь. По другой этимологии Анды — от кечуа anti — «восток», что якобы указывало на положение гор относительно Куско, древней столицы инков[10].
- Кордильеры — форма множественного числа показывает распространенность этого термина в оронимии горной системы, которая подразделяется, прежде всего, на Кордильеры Северной Америки и Кордильеры Южной Америки (или Анды), а последние состоят из ряда хребтов, в названиях которых также присутствует этот термин, например: Кордильера-Бланка, Кордильера-де-Мерида, Патагонская Кордильера и т. п.[11].
- Сангай — название происходит от слова «самкай» из наречия местных индейцев, означающего «пугать», поскольку местные жители были свидетелями сильных извержений этого вулкана.
- Чимборасо — имеется несколько версий происхождения названия. На многих диалектах языка кечуа chimba (в других диалектах chimpa) означает «по ту сторону», то есть «по ту сторону реки» или «на том берегу». Кроме того, слово razu означает «снег» или «лёд». Местные жители считают, что сочетание этих двух слов — chimbarazu — означает «снег на другой стороне»[12]. Согласно другой теории, название состоит из чапалачского Schingbu — «женщина» — и кечуанского Razo, «лёд (снег)», и вместе означает «ледяная (снежная) женщина». Существуют и другие версии происхождения названия.

## Топонимическая политика
Эквадор не имеет специального общенационального органа, ведающего топонимической политикой.